# Sydkorea i olympiska sommarspelen 1988
Sydkorea deltog i de olympiska sommarspelen 1988 med en trupp bestående av 401 deltagare, och totalt tog landet 33 medaljer.

## Basket
Herrar
Gruppspel
| Nr | Lag                          | S | V | O | F | GM  | IM  | MS  | P |
| -- | ---------------------------- | - | - | - | - | --- | --- | --- | - |
| 1  | Jugoslavien                  | 5 | 4 | 0 | 1 | 468 | 384 | +84 | 9 |
| 2  | Sovjetunionen                | 5 | 4 | 0 | 1 | 460 | 393 | +67 | 9 |
| 3  | Australien                   | 5 | 3 | 0 | 2 | 429 | 408 | +21 | 8 |
| 4  | Puerto Rico                  | 5 | 3 | 0 | 2 | 382 | 387 | −5  | 8 |
| 5  | Centralafrikanska republiken | 5 | 1 | 0 | 4 | 346 | 436 | −90 | 6 |
| 6  | Sydkorea                     | 5 | 0 | 0 | 5 | 384 | 461 | −77 | 5 |

Damer
| Lag           | V | F | PF  | PA  | PD  | Poäng | Tie   |
| ------------- | - | - | --- | --- | --- | ----- | ----- |
| Australien    | 2 | 1 | 178 | 196 | −18 | 5     | 1V–0F |
| Sovjetunionen | 2 | 1 | 208 | 188 | +20 | 5     | 0V–1F |
| Bulgarien     | 1 | 2 | 217 | 241 | −24 | 4     | 1V–0F |
| Sydkorea      | 1 | 2 | 244 | 222 | −22 | 4     | 0V–1F |

## Bågskytte
Damernas individuella
- Kim Soo-Nyung — Final (→  Guld)

- Wang Hee-Kyung — Final (→  Silver)

- Yun Young-Sook — Bronsmatch (→  Brons)

Herrarnas individuella
- Park Sung-Soo — Final (→  Silver)

- Chun In-Soo — Bronsmatch (→ 4:e plats)

- Lee Han-Sup — Åttondelsfinal (→ 10:e plats)

Damernas lagtävling
- Kim, Wang och Yun — Final → ( Guld)

Herrarnas lagtävling
- Park, Chun och Lee — Final → ( Guld)

## Cykling
Damernas linjelopp
- Noh Yum-Joo — 2:00:52 (→ 37:e plats)
- Hong Young-Mi — 2:03:24 (→ 49:e plats)

## Fotboll
Herrar
Gruppspel
| Rank | Lag           | Spelade | Vinster | Oavgjorda | Förluster | Gjorda mål | Insläppta mål | Poäng |  | Sovjetunionen | Argentina | Sydkorea | USA |
| ---- | ------------- | ------- | ------- | --------- | --------- | ---------- | ------------- | ----- |  | ------------- | --------- | -------- | --- |
| 1.   | Sovjetunionen | 3       | 2       | 1         | 0         | 6          | 3             | 5     |  | X             | 2:1       | 0:0      | 4:2 |
| 2.   | Argentina     | 3       | 1       | 1         | 1         | 4          | 4             | 3     |  | 1:2           | X         | 2:1      | 1:1 |
| 3.   | Sydkorea      | 3       | 0       | 2         | 1         | 1          | 2             | 2     |  | 0:0           | 1:2       | X        | 0:0 |
| 4.   | USA           | 3       | 0       | 2         | 1         | 3          | 5             | 2     |  | 2:4           | 1:1       | 0:0      | X   |

## Friidrott
Herrarnas 10 000 meter
- Lee Sang-Keun
  - Heat — 29:37,14 (→ gick inte vidare)

Herrarnas maraton
- Kim Won-Tak
  - Final — 2:15,44 (→ 18:e plats)

- Yoo Jae-Sung
  - Final — 2:20,11 (→ 31:e plats)

Herrarnas 4 x 100 meter stafett
- Sung Nak-Kun, Shim Duk-Sup, Kim Bock-Sup och Chang Jae-Keun
  - Heat — 39,61
  - Semifinal — 39,43 (→ gick inte vidare)

Herrarnas 4 x 400 meter stafett
- Hwang Hong-Chul, Yoon Nam-Han, Ryu Tae-Keong och Cho Jin-Saeng
  - Heat — 3:14,71 (→ gick inte vidare)

Herrarnas 3 000 meter hinder
- Cha Han-Sik
  - Heat — 8:59,82 (→ gick inte vidare)

Herrarnas längdhopp
- Kim Jong-Il
  - Kval — 7,70m (→ gick inte vidare)

Herrarnas släggkastning
- Lee Joo-Hyong
  - Kval — 55,98m (→ gick inte vidare)

Herrarnas kulstötning
- Han Min-Soo
  - Kval – 15,68m (→ gick inte vidare)

Herrarnas diskuskastning
- Se-Hoon Min
  - Kval – 47,84m (→ gick inte vidare)

Herrarnas spjutkastning
- Lee Wook-Jong
  - Kval — 78,10m (→ gick inte vidare)

Herrarnas tiokamp
- Lee Kwang-Ik — 6917 poäng (→ 33:e plats) 
  1. 100 meter — 11,57s
  2. Längd — 7,19m
  3. Kula — 10,27m
  4. Höjd — 1,91m
  5. 400 meter — 50,71s
  6. 110m häck — 16,20s
  7. Diskus — 34,36m
  8. Stav — 4,10m
  9. Spjut — 54,94m
  10. 1 500 meter — 4:29,98s

Herrarnas 20 kilometer gång
- Chung Pil-Hwa
  - Final — 1:32:23 (→ 46:e plats)

- Jung Myong-Oh
  - Final — 1:40:09 (→ 49:e plats)

Damernas 4 x 400 meter stafett
- Yang Kyoung-Hee, Choi Se-Beom, Lim Chun-Ae och Kim Soon-Ja
  - Heat — 3:51,09 (→ gick inte vidare)

Damernas maraton
- Lee Mi-Ok
  - Final — 2:32,51 (→ 15:e plats)

- Lim Eun-Joo
  - Final — 2:38,21 (→ 37:e plats)

- Lim Mi-Kyong
  - Final — startade inte (→ ingen notering)

Damernas 4 x 100 meter stafett
- Yoon Mi-Kyong, Woo Yang-Ja, Park Mi-Sun och Lee Young-Sook
  - Heat — 45,83 (→ gick inte vidare)

Damernas diskuskastning
- Kim Chun-Hee
  - Kval – 45,88m (→ gick inte vidare)

Damernas spjutkastning
- Chun-Ok Yoo
  - Kval – 48,26m (→ gick inte vidare)

Damernas kulstötning
- Mi-Sun Choi
  - Kval — 13,97m (→ gick inte vidare)

Damernas sjukamp
- Ji Jeong-Mi
  - Slutligt resultat — 5289 poäng (→ 24:e plats)

## Fäktning
Herrarnas florett
- Kim Seung-Pyo
- Go Nak-Chun
- Kim Yong-Guk

Herrarnas florett, lag
- Hong Yeong-Seung, Kim Seung-Pyo, Kim Yong-Guk, Go Nak-Chun, Lee Yeong-Rok

Herrarnas värja
- Lee Sang-Gi
- Yun Nam-Jin
- Lee Il-Hui

Herrarnas värja, lag
- Jo Hui-Je, Lee Il-Hui, Lee Sang-Gi, Yang Dal-Sik, Yun Nam-Jin

Herrarnas sabel
- Lee Byeong-Nam
- Kim Sang-Uk
- Lee Uk-Jae

Herrarnas sabel, lag
- Kim Sang-Uk, Lee Byeong-Nam, Lee Hyo-Geun, Lee Hyeon-Su, Lee Uk-Jae

Damernas florett
- Tak Jeong-Im
- Sin Seong-Ja
- Park Eun-Hui

Damernas florett, lag
- Kim Jin-Sun, Sin Seong-Ja, Tak Jeong-Im, Yun Jeong-Suk, Park Eun-Hui

## Handboll
Herrar
Gruppspel
|                 | PLD: | W: | D: | L: | F:  | A:  | Pts. |
| Sydkorea        | 5    | 4  | 0  | 1  | 127 | 117 | 8    |
| Ungern          | 5    | 3  | 0  | 2  | 102 | 93  | 6    |
| Tjeckoslovakien | 5    | 3  | 0  | 2  | 109 | 103 | 6    |
| Östtyskland     | 5    | 3  | 0  | 2  | 109 | 100 | 6    |
| Spanien         | 5    | 2  | 0  | 3  | 101 | 106 | 4    |
| Japan           | 5    | 0  | 0  | 5  | 97  | 126 | 0    |

Damer
Gruppspel
|                 | PLD: | W: | D: | L: | F: | A: | Pts. |
| Sydkorea        | 3    | 2  | 0  | 1  | 76 | 67 | 4    |
| Jugoslavien     | 3    | 2  | 0  | 1  | 58 | 58 | 4    |
| Tjeckoslovakien | 3    | 2  | 0  | 1  | 81 | 69 | 4    |
| USA             | 3    | 0  | 0  | 3  | 55 | 76 | 0    |

Slutspel
|               | PLD: | W: | D: | L: | F: | A: | Pts. |
| Sydkorea      | 3    | 2  | 0  | 1  | 63 | 61 | 4    |
| Norge         | 3    | 1  | 1  | 1  | 59 | 57 | 3    |
| Sovjetunionen | 3    | 1  | 1  | 1  | 56 | 55 | 3    |
| Jugoslavien   | 3    | 1  | 0  | 2  | 52 | 57 | 2    |

## Landhockey
Herrar
Gruppspel
| Lag            | Spelade | W | D | L | GF | GA | Poäng |
| -------------- | ------- | - | - | - | -- | -- | ----- |
| Västtyskland   | 5       | 4 | 1 | 0 | 13 | 3  | 9     |
| Storbritannien | 5       | 3 | 1 | 1 | 12 | 5  | 7     |
| Indien         | 5       | 2 | 1 | 2 | 9  | 7  | 5     |
| Sovjetunionen  | 5       | 2 | 1 | 2 | 5  | 10 | 5     |
| Sydkorea       | 5       | 0 | 2 | 3 | 5  | 10 | 2     |
| Kanada         | 5       | 0 | 2 | 3 | 3  | 12 | 2     |

Damer
Gruppspel
| Lag          | Spelade | W | D | L | GF | GA | Poäng |
| ------------ | ------- | - | - | - | -- | -- | ----- |
| Sydkorea     | 3       | 2 | 1 | 0 | 12 | 7  | 5     |
| Australien   | 3       | 1 | 2 | 0 | 7  | 6  | 4     |
| Västtyskland | 3       | 1 | 0 | 2 | 3  | 6  | 2     |
| Kanada       | 3       | 0 | 1 | 2 | 3  | 6  | 1     |

Slutspel
|  | Semifinal         | Semifinal         |   |                   | Final             | Final |  |
|  |                   |                   |   |                   |                   |       |  |
|  | 27 september 1988 |                   |   |                   |                   |       |  |
|  | Nederländerna     | 2                 |   |                   |                   |       |  |
|  | Australien        | 3                 |   |                   |                   |       |  |
|  |                   |                   |   |                   |                   |       |  |
|  |                   |                   |   |                   | 30 september 1988 |       |  |
|  |                   |                   |   |                   | Nederländerna     | 3     |  |
|  |                   | Storbritannien    | 1 |                   |                   |       |  |
|  |                   |                   |   |                   |                   |       |  |
|  |                   |                   |   |                   |                   |       |  |
|  |                   |                   |   |                   | Bronsmatch        |       |  |
|  | 27 september 1988 | 27 september 1988 |   | 30 september 1988 | 30 september 1988 |       |  |
|  | Sydkorea          | 2                 |   | Australien        | 2                 |       |  |
|  | Storbritannien    | 0                 |   |                   | Sydkorea          | 0     |  |

## Modern femkamp
Individuella tävlingen
- Kim Myeong-Geon — 5099 poäng, 12:e plats
- Gang Gyeong-Hyo — 5074 poäng, 13:e plats
- Kim Seong-Ho — 3854 poäng, 61:a plats

Lagtävlingen
- Kim, Kang och Kim — 14027 poäng, 14:e plats

## Tennis
Herrsingel
- Kim Bong-soo
  1. Första omgången — Besegrade George Kalovelonis (Grekland) 7-5, 3-6, 6-2, 6-7, 6-3
  2. Andra omgången — Besegrade Henri Leconte (Frankrike) 4-6, 7-5, 6-3, 3-6, 7-5
  3. Tredje omgången — Förlorade mot Martín Jaite (Argentina) 4-6, 1-6, 3-6
- Yoo Jin-sun
  1. Första omgången — Förlorade mot Amos Mansdorf (Israel) 2-6, 4-6, 5-7
- Song Dong-wook
  1. Första omgången — Förlorade mot Tim Mayotte (USA) 3-6, 3-6, 4-6

Damsingel
- Lee Jeong-myung
  1. Första omgången – Bye
  2. Andra omgången – Förlorade mot Catherine Suire (Frankrike) 5-7, 6-4, 5-7
- Kim Il-soon
  1. Första omgången – Besegrade Etsuko Inoue (Japan) 6-3, 3-6, 7-5
  2. Andra omgången – Besegrade Helena Suková (Tjeckoslovakien) 6-2, 4-6, 6-2
  3. Tredje omgången – Förlorade mot Larisa Neiland (Sovjetunionen) 3-6, 6-7